# Torkwase Dyson
Torkwase Dyson (Chicago, Illinois) é um artista contemporânea multidisciplinar que vive na cidade de Beacon, no estado de Nova York, nos Estados Unidos.
Os temas abordados pela artista atravessam "arquitetura, infraestrutura, justiça ambiental e desenho abstrato", nas próprias palavras de Dyson.
Seu trabalho é informado por sua própria teoria do Pensamento Composicional Negro (Black Compositional Thought). Termo que considera como as redes espaciais – caminhos, passagens, água, arquitetura e geografias – são compostas por corpos negros como um meio de explorar redes potenciais para a libertação negra. Ela é representada pelas galerias Pace e Richard Gray, em Nova York.
Em 2023, o trabalho de Torkwase Dyson tem presença confirmada na apresentação da 35ª Bienal de São Paulo, no Brasil.

## Educação
Dyson nasceu na cidade de Chicago, no estado de Illinois. Ela frequentou a Tougaloo College, no Mississipi, onde se formou em sociologia e serviço social. Em 1999, ela recebeu o bacharelado em artes pela Universidade de Virginia, e recebeu o título de mestrado em pintura e gravura pela Escola de Arte da Universidade de Yale, em New Haven, Connecticut, em 2003.

## Projetos

### Studio South ZeroxIn Conditions of Fresh Water
O Studio South Zero (SSZ) foi o ateliê de arte móvel com energia solar desenhado por Dyzon, em 2016. Para o projeto, Torkwase Dyson e a cientista ambiental Danielle Purifoy percorreram comunidades negras estruturadas após o período Antebellum localizadas em Alamance County, na Carolina do Norte e Lowndes County, em Alabama, nos Estados Unidos. No Studio South Zero, colaboravam com membros da comunidade na criação de uma coleção de histórias orais, objetos, imagens e materiais visuais para compreender as tradições e nuances da experiência ambiental, cultural e econômica da comunidade negra nessas regiões. Em 2017, esta montagem foi exibida em In Conditions of Fresh Water: An Artistic Exploration of Environmental Racism no Center for Documentary Studies, na Universidade Duke.

### Escola de Desenho Wynter-Wells para Justiça Ambiental
Dyson conduziu uma série de aulas, discussões e experimentos realizados por duas semanas no Drawing Center, em 2018, experiência nomeada Escola de Desenho Wynter-Wells para Justiça Ambiental, em homenagem à escritora jamaicana Sylvia Wynter e à líder americana dos direitos civis Ida B. Wells, "a Escola apresentou um currículo experimental empregando técnicas selecionadas das artes visuais, bem como teorias de design de geografia, infraestrutura, engenharia, e arquitetura para iniciar o diálogo sobre geografia e espacialidade em uma era de crise global devido às mudanças climáticas induzidas pelo homem."
De 3 de maio a 28 de julho de 2018, a Graham Foundation for Advanced Studies in the Arts, apresentou uma exposição individual de Dyson com base em sua residência de duas semanas no Drawing Center, Winter Term. A exposição contou com uma série de novos desenhos e diversos programas públicos. Sob o título The Wynter-Wells Drawing School for Environmental Liberation, o projeto fazia parte da abordagem pedagógica de Dyson para a criação de arte,e integrava uma série de workshops, palestras e um ateliê aberto onde Dyson produzia e alterava ativamente o trabalho em exibição na frente do público.

## Exposições (seleção)
O trabalho de Dyson tem sido exibido em galerias, museus e universidades em todo o mundo. Suas esculturas, pinturas, desenhos e performances foram incluídos em inúmeras exposições individuais e instalações em instituições, incluindo a Pace Gallery, Serpentine Galleries, em Londres Hall Art Foundation, Museu de Arte de New Orleans, Arthur Ross Architecture Gallery na Universidade de Columbia, Nova York Escola de Arquitetura Irwin S. Chanin no The Cooper Union, Colby Museum of Art no Colby College, Maine Suzanne Lemberg Usdan Gallery no Bennington College, Rhona Hoffman Gallery, Graham Foundation, Davidson Contemporary, The Drawing Center, Landmark Gallery na Texas Tech University, Second Street Gallery, Industry City Gallery/ Eyebeam, Hemphill Fine Arts, Schiltkamp Gallery na Clark University, Meat Market Gallery, Ty Stokes Gallery e Corcoran School of the Arts and Design.
O trabalho de Dyson já foi incluído em exposições coletivas no Passerelle Centre d'art contemporain, Parrish Art Museum, The Mississippi Museum of Art, Contemporary Art Museum St. Louis, Gladstone Gallery, Gracie Mansion Conservancy, Alexander Gray Associates, California African American Museum, Sharjah nos Emirados Árabes Unidos, The Studio Museum no Harlem, Socrates Sculpture Park, Whitney Museum Museum of Art, Duke University Center for Documentary Studies, Harvey B. Gantt Center entre outras.

## Coleções (seleção)
O trabalho de Dyson faz parte de diversas coleções puúblicas como o Art Institute of Chicago, Hall Art Foundation, The Long Museum, Mead Art Museum, Mildred Lane Kemper Art Museum, Smith College Museum of Art, Smithsonian National Museum of African American History & Culture, em Washington D.C., e The Studio Museu no Harlem, Nova York.

## Prêmios e Honrarias
Em 2016, Dyson foi eleita para o conselho da Architectural League of New York como vice-presidente de artes visuais.
Em 2019, Dyson recebeu o prêmio Joyce Alexander Wein Artist do Studio Museum e o prêmio Anonymous Was a Woman de pintura. Além de muitas outras bolsas e residências, ela recebeu o The Joan Mitchell Painters and Sculptors Grant, Nancy Graves Grant for Visual Artists, Brooklyn Arts Council grant, Yale University Paul Harper Residency no Vermont Studio Center, Spelman College Art Companheirismo e Yaddo.

## Selecione palestras e painéis
Em 2017, Dyson fez parte do corpo docente da Skowhegan School of Painting and Sculpture e foi crítica visitante na Yale School of Art, em Yale. Além de palestrante convidada, ela participou de vários painéis de discussão, palestras de artistas, leituras e palestras performáticas em colaboração com ambientalistas, artistas, poetas, arquitetos, dançarinos e músicos negros.